# Conus isabelarum
Conus isabelarum é uma espécie de gastrópode do gênero Conus, pertencente à família Conidae.

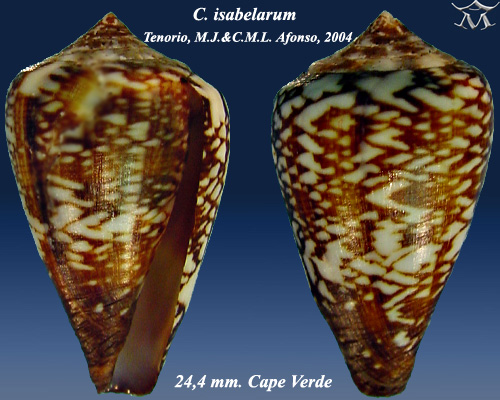